# 論介
論介（ノンゲ、ろんかい、ハングル: 논개、万暦2年（1574年） - 万暦21年（1593年））は、李氏朝鮮時代の妓生。本貫は新安。
彼女は朱達文（チュ・ダルムン、주달문）と夫人密陽朴氏の娘として全羅道長水に生まれた。夫の崔慶曾（チェ・ギョンフェ）は1593年に発生した晋州城攻防戦で自害した。夫の仇として日本軍が晋州城の矗石楼で宴席を開いている際、妓生に扮し、酒に酔った日本の武将を崖の上に呼び込み、南江に身を投じ、命を落とした
。死後、投身した場所の近くに祠堂が建立され、毎年6月に祭事が行われている。